# Cabrespine

Cabrespine este o comună în departamentul Aude din sudul Franței. În 1 ianuarie 2022 avea o populație de 179 de locuitori.
Aici s-a născut omul de știință Pierre Duhem în 1861.